# Верхньоторецьке
Верхньоторе́цьке — селище Очеретинської селищної громади Покровського району Донецької області, Україна.

## Географія
Селище Верхньоторецьке розташоване за 24 км від Ясинуватої автошляхами, відстань напряму складає 10 км, та за 27 км на північ від Донецька на річці Кривий Торець, у яку за півкілометра північніше селища впадає її притока Очеретовата.
Землі селища межують із територією с. Михайлівка Горлівського району Донецької області.
У Верхньоторецькому знаходиться залізнична станція Скотувата лінії Костянтинівка — Ясинувата. На північній околиці селища розташована станція Новобахмутівка лінії Очеретине — Горлівка.

## Історія

### Війна на сході України
З 2014 року село потрапило в зону бойових дій.
5 лютого 2015 року вчителька початкових класів і бібліотекар Верхньоторецького НВК Кирилко Ганна Сергіївна померла в лікарні через осколкові поранення, яких зазнала внаслідок обстрілу терористами.
21 лютого 2015 року внаслідок розриву невідомого вибухового пристрою померли два брати, 1953 р. н. 7 вересня 2016 року внаслідок обстрілу терористами поранено 2 місцевих жителів. 1 лютого 2017 року окупанти обстріляли Верхньоторецьке, руйнувань зазнали вісім будинків. У грудні 2019 року відновлено залізничне сполучення зі станцією Скотувата.
23 березня 2022 року Верхньоторецьке захоплене російськими військами.
З початку повномасштабного вторгнення загинули мирні жителі селища: Дуров Марк, Ялова Марина, Павлик Ольга Петрівна, Колодєзєва Анастасія.

## Населення

### Мова
Розподіл населення за рідною мовою за даними перепису 2001 року:
| Мова            | Кількість | Відсоток |
| --------------- | --------- | -------- |
| російська       | 1907      | 60.37%   |
| українська      | 1226      | 38.81%   |
| білоруська      | 9         | 0.28%    |
| циганська       | 6         | 0.19%    |
| вірменська      | 4         | 0.13%    |
| румунська       | 2         | 0.06%    |
| болгарська      | 1         | 0.03%    |
| інші/не вказали | 4         | 0.13%    |
| Усього          | 3159      | 100%     |

За даними перепису 2001 року населення смт становило 3159 осіб, із них 38,81 % зазначили рідною мову українську, 60,37 % — російську, 0,28 % — білоруську, 0,19 % — циганську, 0,13 % — вірменську, 0,06 % — молдовську, 0,03 % — болгарську та гагаузьку мови.

## Персоналії
У Верхньоторецькому народився Богданов Олександр Миколайович — герой України.